# Idioma kapingamarangi
El idioma kapingamarangi (en inglés: kapingamarangi language) es una lengua austronesia hablada por 1000 personas en Kapingamarangi y por 2000 en Pohnpei. Se encuentra emparentado en un 55% con el idioma nukuoro, en un 54% con el rarotongano, 53% con el samoano, y en un 50% con el tahitiano. 

## Sonido
El kapingamarangi utiliza el alfabeto latino 

## Estructura de la oración
La estructura de la oración puede adoptar las formas SVO (sujeto  + verbo  + objeto) o VSO (Verbo + sujeto + objeto)